# Arvicola sapidus

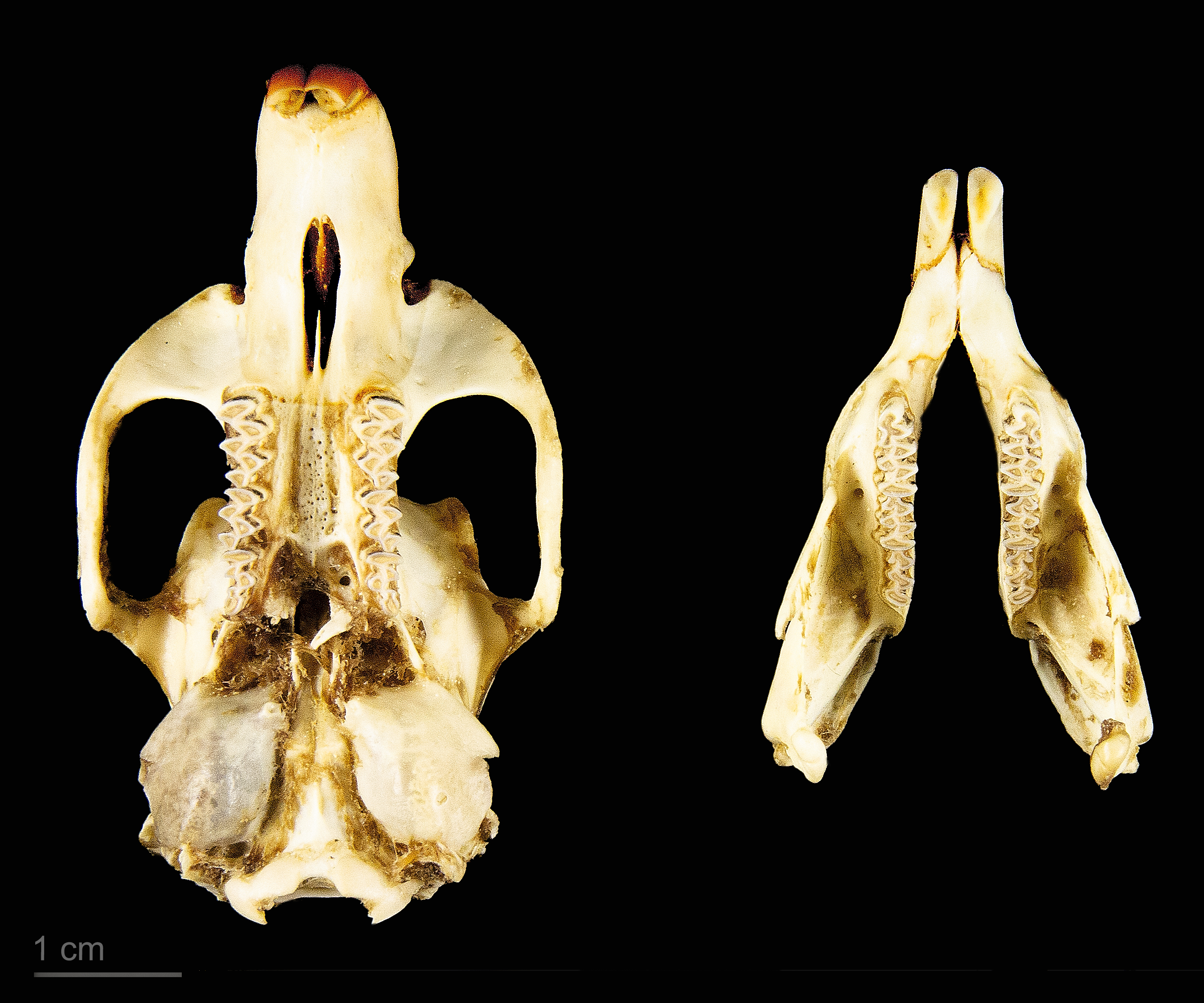
Arvicola sapidus - Museo_di storia_naturale_di_Tolosa

L'arvicola acquatica sud-occidentale (Arvicola sapidus Miller, 1908), nota anche come arvicola acquatica meridionale, è una grossa arvicola anfibia diffusa in quasi tutta la Francia, ma anche in Spagna e Portogallo. Nonostante in passato fosse ritenuta appartenente alla stessa specie dell'arvicola acquatica europea, Musser e Carleton (2005) la ritengono abbastanza diversa da essa per considerarla specie a sé stante. Secondo la Lista Rossa della IUCN è una specie quasi in pericolo. È minacciata per le stesse ragioni della sua controparte settentrionale e attualmente è in corso un progetto per la sua conservazione, sia a livello nazionale che a livello di Unione Europea.